# Axel Kallas
Axel Kallas (auch Aksel Kallas, * 3. Junijul. / 15. Juni 1890greg. in Rõuge; † 4. April 1922 in Berlin) war ein estnischer Theologe, Dichter und Übersetzer, der auch auf Deutsch gedichtet hat.

## Leben
Axel Kallas wurde als Sohn von Rudolf Kallas, dem älteren Bruder des estnischen Folkloristen und Diplomaten Oskar Kallas, in Südestland geboren und studierte von 1910 bis 1915 an der Kaiserlichen Universität Dorpat Theologie. Danach war er als Pastor in Paistu, Jõhvi und Rõuge tätig. 1920 wurde er auf der Liste der Christlichen Volkspartei Abgeordneter im estnischen Parlament. Er starb jedoch bereits weniger als anderthalb Jahre später in Berlin.

## Literarisches Werk
Kallas estnischsprachige Dichtung ist religiös-patriotisch und hat die einschlägigen estnischen Literaturgeschichten nicht erreicht, sondern ist weitgehend dem Vergessen anheimgefallen. Auf größere Resonanz stieß seine Anthologie Estnische Klänge (1911), die die erste deutsche Übersetzungsanthologie zur estnischen Dichtung überhaupt war.
Völlig übersehen sind seine avantgardistischen Dichtungen, die er 1920 auf Deutsch in Pärnu veröffentlichte. Teilweise handelt es sich um einen satirisch-spöttischen Kommentar zur zeitgenössischen estnischen Dichtung, aber es finden sich auch experimentelle lautmalerische Gedichte wie das folgende:
SSSSSSSSS ummm ssssi ssssssum
Sssssssssssssssssss...
Rechtsssss und linkssssss
Um die Nasssssssse herum
Bumssssssssssss hinein
`s Rüsssssselein,
Saugssssss Blut,
Schmeckt sssssso gut,
Klug bin iiii
Sssssumm tsii tsiiiii!
Krieg! Ssssssssaug - tsii tsiii...
Mein Vaterland ... sssssss!

## Bibliografie

### Estnisch
- Kui pisarad kõnelevad ('Wenn die Tränen sprechen'). Tartu: Odamehe kirjastus 1921. 97 S.
- Sealtpoolt kaldalt ('Jenseits des Ufers'). Pärnu: Kiri [1921]. 144 S.
- Au langenuile ('Ehre den Gefallenen'). Tallinn: Tallinna Eesti Kirjastus-Ühisus 1922. 78 S.

### Deutsch
- Am Moor. Gedichte. Dorpat: Laakmann 1912. 64 S.
- Nervenvibrierungen im Tintengewande. Futuro-kubistisches von Axel Kallas. Zeichnungen von Gori. [Pärnu:] Verlag der Graphischen Gesellschaft „KIRI“ 1920, 56 S.

### Übersetzungen ins Deutsche
- Estnische Klänge. Auswahl estnischer Dichtungen von Axel Kallas. Dorpat: Kommissions Verlag Carl Glück 1911. 88 S. Enthält übersetzte Gedichte von Ernst Enno, Villem Grünthal-Ridala, Anna Haava, Johann Woldemar Jannsen, Lydia Koidula, Friedrich Kuhlbars, Juhan Liiv, Gustav Suits, Karl Eduard Sööt, Jakob Tamm und Mihkel Veske sowie einen „Überblick über die estnische Literatur“ (S. 13–24) und Proben aus der Volksdichtung.